# Nanna Martorell
Nanna Emilie Martorell, född Kristiansson 6 november 1980, arbetar som redaktör, reporter, webbredaktör och researcher på TV4. Hon har även jobbat framför kameran som programpresentatör, och som artist under namnet Shawndark.
Martorell har skrivit låtar åt A-Teens, Billy Crawford, Monrose - albumet Temptation som sålde trippel platinaskiva i Tyskland, Sistanova - debutsingeln Was ist los, Coco Lee, Yumiko, Hey Girl - singeln XOXO, och hade en listetta sommaren 2008 med den holländska artisten EliZe. 2002 samarbetade Martorell med Britney Spears och skrev låtarna Ouch och Money, Love And Happiness, samt låten Straight to the point med artisten Ciara.